# 313

## Evenimente
- februarie - martie: Edictul de la Milano, promulgat de împăratul Constantin cel Mare, prin care încetează persecuțiile la adresa creștinilor; ulterior creștinismul avea să devină religie de stat în cadrul Imperiului Bizantin.

## Nașteri
- dată necunoscută: Chiril al Ierusalimului  (d. 386)

## Decese
- dată necunoscută: Maximinus Daia  (n. 270)